# Francesco Merano
Francesco Merano dit Il Paggio (Gênes, 1619-1657) est un peintre italien baroque de l'école génoise actif au XVIIe siècle.

## Biographie
Francesco Merano a été un peintre italien baroque actif principalement à Gênes.
Il a été un élève du peintre génois Domenico Fiasella et a épousé la nièce de Giovanni Andrea de Ferrari.
Francesco Merano fut victime de la peste et mourut en 1657.